# كريستوفر ك. بوين
كريستوفر ك. بوين (بالإنجليزية: Christopher C. Bowen)‏ هو محامي وسياسي أمريكي، ولد في 5 يناير 1832 في الولايات المتحدة، وتوفي في 23 يونيو 1880 بنيويورك في الولايات المتحدة. حزبياً، نشط في الحزب الجمهوري. انتخب عضو مجلس النواب الأمريكي.